# 石川忠久
石川忠久（日语：／ Ishikawa Tadahisa */?，1932年4月9日—2022年7月12日），男，日本中国文学学者，二松學舍大學、櫻美林大學名誉教授。著有《中国古诗名篇鉴赏辞典》等。

## 生平
1932年生于东京府。1955年毕业于东京大学文学部。1966年开始担任私立櫻美林大學文学部助教授，1972年晋升教授。1992年以陶渊明研究获文学博士学位。1990年后，历任二松學舍大學教授、理事长、校长。2003年退休。曾任日本中国学会理事、理事长、顾问，全国汉文教育学会会长，斯文会理事长，六朝学术学会会长等职。2003年设立全日本汉诗联盟，在日本全国各地普及汉诗文化。2008年获授瑞寶中綬章。2019年选定新元号的时候，曾提出“万和”。2022年7月12日因心臟衰竭逝世。